# Tetraetylbly
Tetraetylbly, TEL, var tidigare en vanlig tillsats till bensin för att minska risken för självantändning (på grund av kompressionstryck). På grund av blyets miljöeffekter har användningen av denna tillsats i bilbensin upphört men den används fortfarande i flygplansbensin.

## Historia
År 1918 påbörjades ett systematiskt sökande efter substanser som kan förhindra självantändning. Att tetraetylbly kan förhindra självantändning upptäcktes i USA år 1921. I USA började TEL användas som tillsats i bensin år 1926 och i Tyskland år 1939.

## Egenskaper
Kol-bly bindningarna i tetraetylbly är relativt svaga. Vid de temperaturer som råder i en explosionsmotor bryts den lätt upp i fritt bly och kortlivade, brännbara etylradikaler.

## Framställning
Tetraetylbly framställs genom att låta kloretan reagera med en bly-natrium legering.
{\displaystyle {\rm {4\ NaPb+4\ C_{2}H_{5}Cl\rightarrow (C_{2}H_{5})_{4}Pb+4\ NaCl+3\ Pb}}}

## Användning
Tetraetylbly användes tidigare som tillsats i bensin för att minska risken för knackning i motorer. För att de rester av bly och blyoxid som bildas vid förbränning inte ska sätta igen motorn så tillsattes även 1,2-dikloretan och 1,2-dibrometan.